# Shinobu Ōta
Shinobu Ōta (太田忍?, Ōta Shinobu; Gonohe, 28 dicembre 1993) è un lottatore giapponese, vincitore della medaglia d'argento nella categoria 59 kg (greco-romana) ai Giochi di Rio de Janeiro 2016.

## Palmarès
- Giochi olimpici

Rio de Janeiro 2016: argento nei 59 kg.
- Mondiali

Nur-Sultan 2019: oro nei 63 kg.
- Giochi asiatici

Giacarta 2018: oro nei 60 kg.
- Campionati asiatici

Astana 2014: argento nei 59 kg.
Doha 2015: bronzo nei 59 kg.
Bishkek 2018: bronzo nei 60 kg.